# Serie A 2021-2022 (rugby a 15 femminile)
La serie A 2021-22 fu il 31º campionato di rugby a 15 femminile di prima divisione organizzato dalla Federazione Italiana Rugby e il 38º assoluto.
Si tenne dal 17 ottobre 2021 al 28 maggio 2022 tra 22 squadre ripartite su due livelli di merito per complessivi quattro gironi: il primo di merito a girone unico, gli altri tre su criterio geografico a pari merito.
Presentato ufficialmente il 6 ottobre 2021, pose fine a un'inattività di 19 mesi del rugby di club femminile in Italia, dopo che il torneo 2019-20 fu definitivamente interrotto a marzo 2020 a causa delle restrizioni imposte al contrasto alla pandemia di COVID-19 e quello 2020-21, pur calendarizzato, non prese mai il via per impossibilità di programmare gli incontri e fu alfine annullato dal consiglio federale.
Il girone 1 avrebbe dovuto tenersi a sette squadre ma la defezione del Monza proprio prima della stesura dei calendari portò alla rimodulazione del primo e degli altri gironi, anch'essi impattati da altre rinunce.
Club campione più recente all'avvio del campionato era Villorba, vincitore del titolo nel 2018-19.
La F.I.R. introdusse alcune variazioni nella formula del torneo: le prime quattro del girone 1 e le migliori quattro complessive degli altri tre gironi presero parte ai play-off scudetto, mentre le rimanenti squadre disputarono la Conference Cup, competizione di consolazione istituita per garantire un numero minimo di incontri a tutte le squadre.
Come nell'ultima edizione completata, la finale scudetto fu un derby veneto tra Villorba e le padovane del Valsugana; furono queste ultime, nella gara decisiva tenutasi a Parma in campo neutro, ad aggiudicarsi lo scudetto vincendo 27-10 e avvicendandosi nel palmarès alle avversarie sconfitte.
Per Valsugana si trattò del quarto scudetto vinto in sei finali consecutive.

## Formula
Al campionato partecipano 22 squadre.
Esse sono suddivise su quattro gironi.
Il primo di essi, denominato Girone 1, è di merito, mentre gli altri tre, denominati 2, 3 e 4, sono su base geografica a pari merito tra di essi.
I gironi 1 e 2 sono formati da 6 squadre ciascuna, gli altri da 5 squadre.
Originariamente le società avrebbero dovuto essere 27, ma prima della presentazione ufficiale quattro di esse, Castel San Pietro, All Bluff Mutina (Modena), Monza e CUS Pisa si ritirarono e, a calendari già stilati, giunse pure il ritiro delle aquilane Belve Neroverdi.
La prima fase si svolge con la formula del girone all'italiana, con le squadre di ogni raggruppamento che si affrontano tra di loro in gara di andata e ritorno con classifica finale.
La prima e la seconda classificata del girone 1 accedono direttamente alle semifinali, mentre la terza e la quarta del girone 1 insieme alla prima classificata dei gironi 2, 3, 4 e la migliore seconda classificata dei suddetti 3 gironi partecipano a due turni di barrage, tutti in gara unica:
- Primo turno di barrage (solo gironi 2, 3 e 4):
B1, una delle tre prime classificate contro la seconda miglior classificata
B2, incontro tra le altre due prime classificate
Gli accoppiamenti sono determinati dall'esito della miglior seconda, che non può incontrare una squadra proveniente dal suo stesso girone. Le vincitrici dei due incontri B1 e B2, inoltre, partecipano al girone di merito 1 della serie A 2022-23[1].
- Secondo turno di barrage:
B3, terza classificata girone 1 contro la vincente del barrage B1
B4, quarta classificata girone 1 contro la vincente del barrage B2
- Semifinali:
prima classificata girone 1 contro la vincente del barrage B4
seconda classificata del girone 1 contro la vincente del barrage B3

La finale si disputa in gara unica in campo neutro tra le vincitrici delle due semifinali.

### Coppa Conference
La FIR, contestualmente all'edizione 2021-22 di campionato, ha istituito una nuova competizione chiamata Coppa Conference.
Essa è riservata alle squadre che non prendono parte alla fase a eliminazione del campionato di serie A.
La ripartizione in quattro gironi di dette squadre avviene dopo la prima fase.
Le semifinali avvengono in gara unica tra la vincente del primo girone e quella del secondo, e tra quella del terzo e del quarto.
Anche la finale è in gara unica, nello stesso fine settimana in cui si assegna il titolo di campione d'Italia femminile.

## Squadre partecipanti
| Girone 1               | Girone 2      | Girone 3                          | Girone 4                        |
| ---------------------- | ------------- | --------------------------------- | ------------------------------- |
| Colorno                | Biella        | Le Puma Bisenzio (Campi Bisenzio) | Capitolina (Roma)               |
| CUS Milano             | Calvisano     | Riviera (Mira)                    | All Reds (Roma)                 |
| CUS Torino             | Lions Tortona | Romagna (Cesena)                  | Amatori Torre (Torre del Greco) |
| Red Panthers (Treviso) | Parabiago     | Rebels (Vicenza)                  | Belve Neroverdi (L'Aquila)      |
| Valsugana (Padova)     | Rovato        | Donne Etrusche (Perugia)          | Bisceglie                       |
| Villorba               | Volvera       |                                   | Frascati                        |

## Stagione regolare

### Girone 1
| 17-10-2021 | 1ª/6ª giornata            | 5-12-2021 |
| ---------- | ------------------------- | --------- |
| 0-43       | CUS Milano – Villorba     | 0-31      |
| 7-28       | CUS Torino – Colorno      | 7-24      |
| 0-131      | Red Panthers – Valsugana  | 10-109    |
|            |                           |           |
| 7-11-2021  | 4ª/9ª giornata            | 23-1-2022 |
| 79-0       | CUS Milano – Red Panthers | 73-0      |
| 0-61       | CUS Torino – Valsugana    | 0-45      |
| 36-5       | Villorba – Colorno        | 31-14     |

| 24-10-2021 | 2ª/7ª giornata            | 12-12-2021 |
| ---------- | ------------------------- | ---------- |
| 105-0      | Colorno – Red Panthers    | 92-0       |
| 98-0       | Valsugana – CUS Milano    | 77-7       |
| 44-0       | Villorba – CUS Torino     | 29-10      |
|            |                           |            |
| 21-11-2021 | 5ª/10ª giornata           | 30-1-2022  |
| 27-12      | Colorno – CUS Milano      | 36-23      |
| 0-45       | Red Panthers – CUS Torino | 5-54       |
| 24-10      | Valsugana – Villorba      | 34-5       |

| 31-10-2021 | 3ª/8ª giornata          | 13-2-2022 |
| ---------- | ----------------------- | --------- |
| 5-25       | Colorno – Valsugana     | 0-55      |
| 36-19      | CUS Milano – CUS Torino | 5-41      |
| 0-102      | Red Panthers – Villorba | 0-115     |

#### Classifica girone 1
| Pos | Squadra      | G  | V  | N | P  | PF  | PS  | DP   | BMP | Pt |
| --- | ------------ | -- | -- | - | -- | --- | --- | ---- | --- | -- |
| 1   | Valsugana    | 10 | 10 | 0 | 0  | 659 | 37  | +622 | 10  | 50 |
| 2   | Villorba     | 10 | 8  | 0 | 2  | 446 | 87  | +359 | 8   | 40 |
| 3   | Colorno      | 10 | 6  | 0 | 4  | 336 | 196 | +140 | 6   | 30 |
| 4   | CUS Torino   | 10 | 3  | 0 | 7  | 183 | 277 | −94  | 3   | 15 |
| 5   | CUS Milano   | 10 | 3  | 0 | 7  | 235 | 372 | −137 | 3   | 15 |
| 6   | Red Panthers | 10 | 0  | 0 | 10 | 15  | 905 | −890 | −4  | −4 |

### Girone 2
| 17-10-2021 | 1ª/6ª giornata      | 5-12-2021 |
| ---------- | ------------------- | --------- |
| 0-20       | Biella – Lions      | 7-10      |
| 53-0       | Parabiago – Volvera | 34-7      |
| 12-62      | Rovato – Calvisano  | 10-80     |
|            |                     |           |
| 7-11-2021  | 4ª/9ª giornata      | 6-3-2022  |
| 20-0       | Parabiago – Biella  | 20-0      |
| 25-22      | Lions – Rovato      | 10-15     |
| 28-10      | Volvera – Calvisano | 0-38      |

| 24-10-2021 | 2ª/7ª giornata        | 12-12-2021 |
| ---------- | --------------------- | ---------- |
| 49-7       | Calvisano – Lions     | 55-0       |
| 10-57      | Rovato – Parabiago    | 0-63       |
| 26-3       | Volvera – Biella      | 34-5       |
|            |                       |            |
| 21-11-2021 | 5ª/10ª giornata       | 13-3-2022  |
| 64-5       | Biella – Rovato       | 0-20       |
| 46-0       | Parabiago – Calvisano | 12-24      |
| 0-12       | Lions – Volvera       | 0-55       |

| 31-10-2021 | 3ª/8ª giornata     | 20-2-2022 |
| ---------- | ------------------ | --------- |
| 0-20       | Biella – Calvisano | 0-87      |
| 0-41       | Lions – Parabiago  | 0-24      |
| 15-36      | Rovato – Volvera   | 0-20      |

#### Classifica girone 2
| Pos | Squadra       | G  | V | N | P | PF  | PS  | DP   | BMP | Pt |
| --- | ------------- | -- | - | - | - | --- | --- | ---- | --- | -- |
| 1   | Parabiago     | 10 | 9 | 0 | 1 | 370 | 41  | +329 | 9   | 45 |
| 2   | Calvisano     | 10 | 8 | 0 | 2 | 425 | 115 | +310 | 8   | 40 |
| 3   | Volvera       | 10 | 7 | 0 | 3 | 218 | 158 | +60  | 6   | 34 |
| 4   | Lions Tortona | 10 | 3 | 0 | 7 | 72  | 280 | −208 | 3   | 15 |
| 5   | Rovato        | 10 | 2 | 0 | 8 | 109 | 417 | −308 | −1  | 7  |
| 6   | Biella        | 10 | 1 | 0 | 9 | 79  | 262 | −183 | 2   | 6  |

### Girone 3
| 17-10-2021 | 1ª/6ª giornata                 | 5-12-2021 |
| ---------- | ------------------------------ | --------- |
| 12-17      | Puma Bisenzio – Romagna        | 15-14     |
| 0-52       | Rebels – Riviera               | 5-15      |
| Rip.       | Donne Etrusche                 |           |
|            |                                |           |
| 7-11-2021  | 4ª/9ª giornata                 | 6-3-2022  |
| 14-3       | Donne Etrusche – Puma Bisenzio | 7-8       |
| 12-34      | Rebels – Romagna               | 0-20      |
| Rip.       | Riviera                        |           |

| 24-10-2021 | 2ª/7ª giornata           | 12-12-2021 |
| ---------- | ------------------------ | ---------- |
| 29-8       | Riviera – Puma Bisenzio  | 7-12       |
| 15-15      | Romagna – Donne Etrusche | 15-17      |
| Rip.       | Rebels                   |            |
|            |                          |            |
| 21-11-2021 | 5ª/10ª giornata          | 13-3-2022  |
| 37-0       | Puma Bisenzio – Rebels   | 36-0       |
| 0-0        | Riviera – Donne Etrusche | 23-10      |
| Rip.       | Romagna                  |            |

| 31-10-2021 | 3ª/8ª giornata          | 16-1-2022 |
| ---------- | ----------------------- | --------- |
| 34-5       | Donne Etrusche – Rebels | 34-0      |
| 7-32       | Romagna – Riviera       | 0-42      |
| Rip.       | Puma Bisenzio           |           |

#### Classifica girone 3
| Pos | Squadra          | G | V | N | P | PF  | PS  | DP   | BMP | Pt  |
| --- | ---------------- | - | - | - | - | --- | --- | ---- | --- | --- |
| 1   | Riviera          | 8 | 6 | 1 | 1 | 200 | 42  | +158 | 8   | 34  |
| 2   | Donne Etrusche   | 8 | 4 | 2 | 2 | 131 | 69  | +62  | 7   | 27  |
| 3   | Le Puma Bisenzio | 8 | 5 | 0 | 3 | 131 | 88  | +43  | 3   | 23  |
| 4   | Romagna          | 8 | 3 | 1 | 4 | 122 | 145 | −23  | 6   | 20  |
| 5   | Rebels           | 8 | 0 | 0 | 8 | 22  | 262 | −240 | −12 | −12 |

### Girone 4
| 17-10-2021 | 1ª/6ª giornata            | 5-12-2021 |
| ---------- | ------------------------- | --------- |
| 5-10       | Amatori Torre – Bisceglie | 5-0       |
| 121-0      | Capitolina – Frascati     | 60-0      |
| Rip.       | All Reds                  |           |
|            |                           |           |
| 7-11-2021  | 4ª/9ª giornata            | 6-3-2022  |
| 27-19      | Amatori Torre – All Reds  | 27-7      |
| 51-0       | Capitolina – Bisceglie    | 53-0      |
| Rip.       | Frascati                  |           |

| 24-10-2021 | 2ª/7ª giornata           | 12-12-2021 |
| ---------- | ------------------------ | ---------- |
| 7-5        | Bisceglie – All Reds     | 5-21       |
| 0-12       | Frascati – Amatori Torre | 0-29       |
| Rip.       | Capitolina               |            |
|            |                          |            |
| 21-11-2021 | 5ª/10ª giornata          | 13-3-2022  |
| 3-70       | All Reds – Capitolina    | 0-77       |
| 10-5       | Bisceglie – Frascati     | 12-7       |
| Rip.       | Amatori Torre            |            |

| 31-10-2021 | 3ª/8ª giornata             | 20-2-2022 |
| ---------- | -------------------------- | --------- |
| 35-0       | All Reds – Frascati        | 21-17     |
| 0-57       | Amatori Torre – Capitolina | 0-91      |
| Rip.       | Bisceglie                  |           |

#### Classifica girone 4
| Pos | Squadra       | G | V | N | P | PF  | PS  | DP   | BMP | Pt |
| --- | ------------- | - | - | - | - | --- | --- | ---- | --- | -- |
| 1   | Capitolina    | 8 | 8 | 0 | 0 | 580 | 3   | +577 | 8   | 40 |
| 2   | Amatori Torre | 8 | 5 | 0 | 3 | 105 | 184 | −79  | 4   | 24 |
| 3   | Bisceglie     | 8 | 4 | 0 | 4 | 44  | 152 | −108 | 1   | 17 |
| 4   | All Reds      | 8 | 3 | 0 | 5 | 111 | 230 | −119 | 2   | 14 |
| 5   | Frascati      | 8 | 0 | 0 | 8 | 29  | 300 | −271 | 3   | 3  |

## Play-off

### Primo turno dibarrage
| Arbitro: | Anna Catagini (Vicenza) |

|  |      |                           |
|  | mt   | 7’ Errichiello 66’ Nobile |
|  | tr   | 66’ Mancini               |
|  | c.p. | 55’ Mancini               |

| 10 aprile 2022 Gara 2 barrage 1 andata | Riviera | 20 – 0 | Parabiago |  |

| Arbitro: | Alessandro V. d'Orsi (Napoli) |

|                                                                  |    |                             |
| Negroni 5’ Mancini 9’ Errichiello 24’ Nobile 39’ Trinca 52’, 62’ | mt | 22’ Fernández 78’ Marzocchi |
| Mancini 5’, 9’ Fiorucci 39’, 52’                                 | tr |                             |

| Arbitro: | Alice Torra (Milano) |

|                                              |    |  |
| Rosini 20’ Sandrucci 35’, 60’, 70’ Ferro 80’ | mt |  |

### Secondo turno dibarrage
| Arbitro: | Pasquale Picheo (Modena) |

|           |      |                  |
| Turani 5’ | mt   | 14’ Triolo       |
|           | tr   | 14’ Mancini      |
|           | c.p. | 24’, 27’ Mancini |

| Arbitro: | Christian Covati (Piacenza) |

|                                                                                                   |      |            |
| S. Gai 6’ Sacchi 11’, 16’, 26’ M. Bruno 20’, 60’ Gronda 40’ Sarasso 41’, 47’, 71’, 79’ Scotto 74’ | mt   |            |
| 6’, 11’, 16’, 20’, 26’, 41’, 47’, 60’, 74’ Gronda                                                 | tr   |            |
|                                                                                                   | c.p. | 78’ Favata |

### Semifinali
| Arbitro: | Dario Merli (Ancona) |

|            |    | |
| Triolo 14’ | mt | 4’ Busato 8’, 35’, 55’ D’Incà 20’ Cipolla 26’, 80’ Barattin 45’ Capomaggi 60’, 70’ Furlan 75’ Muzzo 78’ Zanette |
|            | tr | 20’, 26’, 35’, 70’ Capomaggi 75’ Barattin                                                                       |

| Arbitro: | Francesco Meschini (Milano) |

|         |    |                                                                                    |
| Zini 5’ | mt | 9’ Vecchini 13’, 27’, 52’ Rigoni 35’ Giordano 56’ Vitadello 60’ Benini 72’ Sillari |
|         | tr | 9’, 13’, 27’, 35’, 52’, 60’ Sillari                                                |

| Arbitro: | Lorenzo Imbriaco (Bologna) |

|                                                                                |    |  |
| Frangipani 3’ Muzzo 8’ D'Incà 32’, 66’ Furlan 40’, 54’ Cavina 42’ Barattin 48’ | mt |  |
| Capomaggi 42’ Barattin 54’, 66’, 78’                                           | tr |  |

| Arbitro: | Luigi Palombi (Perugia) |

|                                                                         |    |  |
| Ostuni Minuzzi 3’, 20’, 27’, 54’ Cerato 9’, 50’ Cheval 65’ F. Barro 73’ | mt |  |
| Rigoni 3’, 9’, 27’ Sillari 54’, 73’                                     | tr |  |

### Finale
| Arbitro: | M. Giovanna Pacifico (Benevento) |

| |              | |
| D’Incà 34’ | mt           | 28’ Jeni 38’ L. Gai 66’ Vecchini |
| Barattin 34’ | tr           | 28’, 38’, 66’ Sillari |
| Barattin 8’ | c.p.         | 45’, 56’ Sillari |
| · Capomaggi · Muzzo · 68’ D’Incà · Busato · Furlan · Cavina · 62’ Barattin · Frangipani · Bragante · Cipolla · Pin · 72’ Parise · 61’ Casagrande · 53’ Puppin · Stecca | Formazioni   | · V. Ostuni Minuzzi · Vitadello 56’ · Folli 28’ · Rigoni · Sillari · Stevanin · S. Stefan 70’ · E. Giordano · B. Veronese · Vecchini 72’ · Margotti 72’ · Duca · L. Gai 66’ · Cerato · Jeni 43’ |
| · 53’ Crivellaro · 61’ Simeon · 62’ Buso · 68’ Stafanin · 72’ Gurioli · 72’ Boso                                                                                       | Sostituzioni | · Cheval 28’ · Maris 43’ · Zampieri 56’ · Tizzano 66’ · Benini 72’ · Fusaro 72’ · Settembri 72’                                                                                                 |
| Francesco Minto | Allenatori   | Nicola Bezzati |

## Verdetti
- Valsugana: campione d'Italia
- Capitolina e Parabiago: promosse al girone 1 della serie A 2022-23